# رسام البلاط
كان رسام البلاط فنانًا يرسم لأفراد العائلة المالكة أو الأميرية، أحيانًا براتب ثابت وعلى أساس حصري حيث لم يكن من المفترض أن يقوم الفنان بعمل آخر. كان الرسامون الأكثر شيوعًا، لكن فنان البلاط قد يكون أيضًا نحاتًا في البلاط. بدأ الدور في الظهور في أوروبا الغربية، في منتصف القرن الثالث عشر. شكلت الصور الشخصية للعائلة جزءًا كبيرًا وبشكل متزايد من تكليفاتهم بحلول عصر النهضة، وفي الفترة الحديثة المبكرة، يُعين شخص واحد فقط للقيام بالصور، وآخر لأعمال أخرى، مثل تزيين أو تصميم المباني.
خاصة في أواخر العصور الوسطى، غالبًا ما جرى إعطاؤهم مكتب خادم الغرف. يُمنحون عادةً راتبًا ولقبًا رَسمِيّاً ويُمنحون غالباً معاشًا مدى الحياة، على الرغم من أن الترتيبات كانت شديدة التباين. ولكن في كثير من الأحيان كان يجري دفع أجر للفنان فقط للتوكيل، ودفع أجر إضافي مقابل الأعمال التي أنتجها، أو أُنتِجت للملك في كثير من الأحيان. بالنسبة للفنان، كان لموعد المحكمة ميزة تحريرهم من القيود المفروضة على نقابات الرسامين المحليين، على الرغم من أنه في العصور الوسطى وعصر النهضة، كان عليهم أيضًا قضاء فترات طويلة من الوقت في القيام بأعمال الزخرفة حول القصر، وإنشاء أعمال مؤقتة للترفيه والعروض في المحكمة. استُخدم بعض الفنانين مثل جان فجان إيك أو دييغو فيلاسكيز في مناصب أخرى في البلاط (المحكمة)، كدبلوماسيين أو موظفين أو إداريين.
```
وُجِد العمل كرسام رقيب في إنكلترا للأعمال الأكثر اعتدالًا، تاركاً «رسام الملك» (والملكة) حراً لرسم الصور في الغالب. من ستيوارت إلى الملكة فيكتوريا، كانت الوظيفة تعيينًا عادياً في المحكمة (البلاط) وكان يُدعى الرسام الرئيسي، وعادة ما يشغله متخصص في الصور الشخصية. تُجرى تعيينات متوازية أو أقل رسمية في بعض الأحيان، مثل تعيين فرانسيس بورجوا كرسام المناظر الطبيعية الملكية، أو رسام الزهور الذي يعمل لأجل الملكة. كان الرائد بينتر دو روي («الرسام الأول للملك»)، كان التعيين الفرنسي من 1603 إلى 1791 ولم يكن مشغولاً دائماً. لم يقتصر هذا بأي حال من الأحوال على رسامي اللوحات، ولكن على عكس المحاكم الأخرى، كان حاملها دائمًا فرنسياً.
يتعين النحاتون عادةً في البلاط عندما يكون هناك برنامج بناء كبير يدعُ إلى النحت، أو في فترات في العقود مثل 1500 وفترة 
الباروك
 . عندما كان نحت الصور مطلوباً بشكل خاص. كان الكثير من أعمال نحات البلاط في بعض المحاكم الألمانية في القرن الثامن عشر يصمم التماثيل والأواني الأخرى لمصنع الخزف الخاص بالأمير. يمكن أيضًا تصميم رؤوس العملات المعدنية بواسطة نحات البلاط. لم يكن هناك دور إنكليزي منتظم لنحات البلاط، على الرغم من أن غرينلينغ جيبونز كان يطلق عليه لقب «الملك كارفر» لتشارلز الثاني. هناك استثناءات، ولا سيما جيامبولونيا، الذي لم يسمح له آل ميديشي بمغادرة فلورنسا أبدًا خوفًا من أن يقبضوا عليه آل هابسبورغ. بالنسبة إلى أشهر فناني عصر النهضة، كان الوقوع في فخ من قبل محكمة واحدة أمرًا يجب تجنبه، كما كان 
تيتيان
 حريصًا على القيام بذلك، من خلال البقاء في البندقية.
```

صور البلاط (المحكمة)
نادرًا ما التقى ملوك العصور الوسطى وعصر النهضة ببعضهم البعض، هذا إذا التقوا، على الرغم من صلة القرابة الكثيفة التي كانت تربطهم ببعضهم البعض. إذ لا ترى الأميرات المتزوجات في الخارج عائلاتهن المقربات مرة أخرى، يُربى الأطفال الملكيين عادةً بعيدًا عن البلاط، وقد لا يرون والديهم لفترات زمنية طويلة. بالإضافة إلى كونها أيقونات للعظمة، قد تكون الصور الشخصية هي كل ما رآه أفراد الأسرة لبعضهم البعض لسنوات عديدة، وغالبًا ما كانوا ينتظرونها بفارغ الصبر ويفحصونها بعناية. على وجه الخصوص، قد يجري فحص صور الأطفال الملكيين، التي يجري تداولها داخل العائلة بقلق، واستخدامها لتشخيص المشكلات الصحية. يتبادل الصور كلا طرفي الزواج الذي جرى التفاوض عليه، وبيد أن الرجال غالبًا ما كانوا مهتمين في اختيار الزوجة؛ كان من المفضل إرسال الرسام الخاص إلى السيدة، على الرغم من أن الرجال غالبًا ما كانوا يُرسمون من قبل فنان من المنزل. من إحدى هذه الصور، هي إرسال صور كارلوس، أمير أستورياس(1545-1568) إلى فيينا ، حيث كان يُنظر في الزواج، مع رسالة تغطية من السفير النمساوي في مدريد تشير إلى جوانب منظره التي طمسها الرسام. الزواج لم يتم أبداً. يبدو أن مثل هذه الصور كانت في الواقع واحدة من أقدم استخدامات صور المحكمة، مع أمثلة من القرن الخامس عشر، مثل هنري السادس، ملك إنجلترا الذي أرسل هانز الرسام لرسم بنات جون الرابع، عمدة أرماجناك منذ عام 1442.
منذ منتصف القرن السادس عشر، مع نمو تبادل الصور الملكية، شوهدت أعمال الرسامين في أكبر المحاكم في جميع أنحاء أوروبا، ما أتاح لهم فرصًا كبيرة للإعلان عن أسلوبهم. تميزت الاستمرارية الأسلوبية في البلاط الإسباني بشكل خاص، بدءًا من تيتيان، الذي رسم تشارلز الخامس، وفيليب الثاني، لكن لم يكن من الممكن حثه على الانتقال إلى إسبانيا. عمل أنطونيس مور، من هولندا، في عائلة هابسبورغ لعدة سنوات وطور أسلوبًا يجمع في أفضل حالاته بين الكثير من العظمة والتغلغل النفسي لصور تيتيان مع عرض أكثر حدة ورسمية، أعجبت به إسبانيا واهتمت به هولندا في التفاصيل والزخارف. لم يستطع البقاء لفترة طويلة في إسبانيا، لكنه درب ألونسو سانشيز كويلو، الذي كان رسام محكمة فيليب لمدة 28 عامًا، حتى وفاته في عام 1588. قام بدوره بتدريب جوان بانتوجا دي لا كروز، الذي خلفه حتى وفاته حتى 1608. ثم شغل تلميذه، غير المميز رودريجو دي فيلاندراندو، الدور حتى وفاته في عام 1622، عندما جرى استدعاء دييجو فيلاسكيز البالغ من العمر 23 عامًا إلى مدريد، وسرعان ما عُين للمحكمة، وظل معها حتى وفاته في عام 1660. اعتمد في كثير من النواحي في صوره على أسلافه.
بحلول القرن السابع عشر، كان للصور الرسمية نموذج متفق عليه، جرى تجديده من حين لآخر، ونُسخ بشكل متزايد بأعداد كبيرة، كان غالبًا بواسطة ورشة عمل فنان البلاط. أصبح التبادل الدبلوماسي لصور الملك الجديد مجاملة عادية، ويمكن منحها للنبلاء المحليين، أو يمكنهم شراؤها من الفنان. بحلول القرن العشرين، كان رسام البلاط منصباً قديمًا إلى حد كبير، حتى في الأماكن التي بقيت فيها المحاكم الملكية. أعطيت مجموعة متنوعة من الرسامين المألوفين جلسات عن طريق الملوك، سواء لتكليفاتهم الخاصة أو لتكليفات الآخرين.
المصادر
1. 1 2 3  Dictionary, 37
2. ↑  Cambell, 196-197
3. ↑  Cambell, 197-198